# Botryllophilus ruber
Botryllophilus ruber is een eenoogkreeftjessoort uit de familie van de Botryllophilidae. De wetenschappelijke naam van de soort is voor het eerst geldig gepubliceerd in 1864 door Hesse.